# San Felipe (Chili)
San Felipe is een gemeente in de Chileense provincie San Felipe de Aconcagua in de regio Valparaíso. San Felipe telde 76.844 inwoners in 2017 en heeft een oppervlakte van 186 km².
- Bibliothèque nationale de France: cb13174915p (data)
- Library of Congress Control Number: n83139207
- MusicBrainz: 41a380fc-0b67-4ff8-b126-4441077e739d
- Nationale Bibliotheek van Israël: 987007557399605171
- Système universitaire de documentation: 204519608
- Virtual International Authority File: 151308805
- WorldCat: E39PBJdcBRyKwXmJkH7wMrkv73